# Municipio de Wheeling (condado de Belmont)
El municipio de Wheeling (en inglés: Wheeling Township) es un municipio ubicado en el condado de Belmont en el estado estadounidense de Ohio. En el año 2010 tenía una población de 1691 habitantes y una densidad poblacional de 23,76 personas por km².

## Geografía
El municipio de Wheeling se encuentra ubicado en las coordenadas 40°8′4″N 80°57′25″O / 40.13444, -80.95694. Según la Oficina del Censo de los Estados Unidos, el municipio tiene una superficie total de 71.16 km², de la cual 69,65 km² corresponden a tierra firme y (2,11 %) 1,5 km² es agua.

## Demografía
Según el censo de 2010, había 1691 personas residiendo en el municipio de Wheeling. La densidad de población era de 23,76 hab./km². De los 1691 habitantes, el municipio de Wheeling estaba compuesto por el 99,35 % blancos, el 0,12 % eran afroamericanos, el 0,3 % eran amerindios, el 0,06 % eran de otras razas y el 0,18 % eran de una mezcla de razas. Del total de la población el 0,77 % eran hispanos o latinos de cualquier raza.